# Ленештат
Ленештат (њем. Lennestadt) град је у њемачкој савезној држави Северна Рајна-Вестфалија. Једно је од 7 општинских средишта округа Олпе. Према процјени из 2010. у граду је живјело 27.392 становника. Посједује регионалну шифру (AGS) 5966020, NUTS (DEA59) и LOCODE (DE LST) код.

## Географски и демографски подаци
Ленештат се налази у савезној држави Северна Рајна-Вестфалија у округу Олпе. Град се налази на надморској висини од 280 метара. Површина општине износи 135,1 km². У самом граду је, према процјени из 2010. године, живјело 27.392 становника. Просјечна густина становништва износи 203 становника/km².

## Међународна сарадња
| Мјесто | Држава | Врста сарадње | Од    |
| ------ | ------ | ------------- | ----- |
| Отвоцк | Пољска | пријатељство  | 1992. |
| Извор  |        |               |       |